# Ion Pop-Reteganul

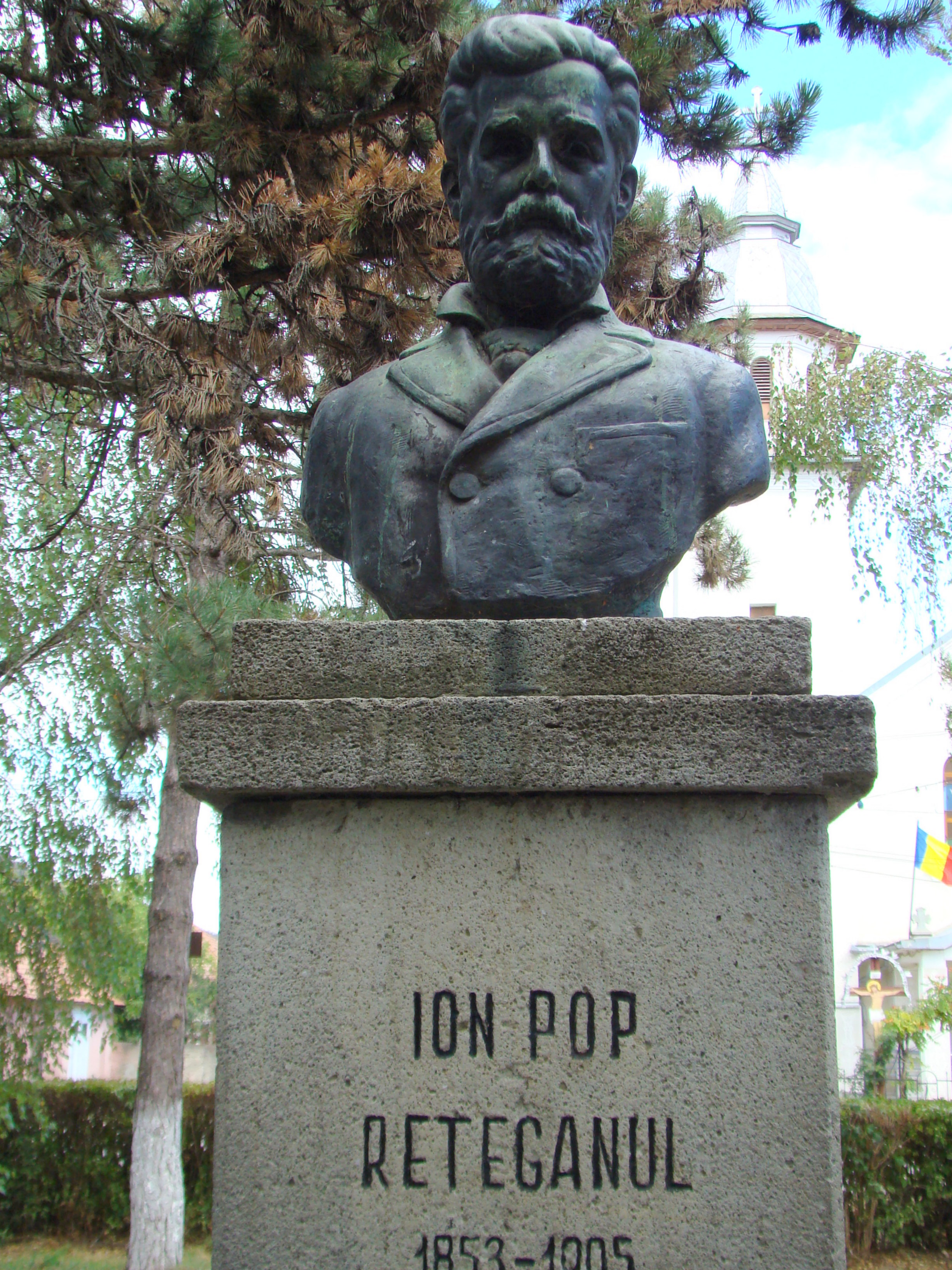
Bustul lui Ion Pop-Reteganul din parcul localității Reteag

Ion Pop-Reteganul (n. 10 iunie 1853, Reteag, districtul Năsăud – d. 3 aprilie 1905, Reteag) a fost un pedagog, prozator, publicist și folclorist, reprezentativ pentru epoca sa, apreciat de Ion Mușlea drept „cel mai mare folclorist al Ardealului.”

## Biografie
A urmat școala din Reteag, două clase ale Gimnaziului din Năsăud (1864-1867), apoi cursurile Preparandiei (Școala Normală confesională greco-catolică) din Gherla și Deva (1870-1871). În 1873 și-a terminat studiile și a început activitatea de învățător.
Timp de douăzeci de ani a activat ca învățător (greco-catolic) în localități din mai multe districte și comitate ale Transilvaniei (1873-1892), fiind preocupat în același timp și de culegerea folclorului din aceste zone. Astfel, ca învățător a profesat mai întâi la Orlat, lângă Sibiu, apoi în 1875 a fost învățător la Vîlcelele-Rele din Hunedoara, iar un an mai târziu a funcționat la Baru-Mare din aceeași regiune. În anul 1878 se transferă la Lisa din Făgăraș, iar în 1879 ajunge la Porțile de Fier, la "școala  confesională" din Bouțaru. Peste câțiva ani, în 1881, se găsește la Școala confesională din Bucium-Șasa, județul Alba, unde profesează până în 1884, când se transferă în comuna Sîncel, din apropierea Blajului. În 1886 se mută la Rodna din comitatul Bistrița-Năsăud, unde va rămâne până în anul 1892, când  s-a pensionat din cauză de boală.
În 1878 publica în revista lui Iosif Vulcan „Șezătoarea. Foaia poporului român” (Siedietórea. Fóia poporului românu), povestea ˝Fata mulțumitoare˝, – o încercare de versificare a poveștii ˝Toarceți fete, c-a murit Baba Cloanța˝, pe care o va introduce în volumul „Povești ardelenești din popor adunate”, partea 1 ( editat în cinci părți), 1888, ce a cunoscut o deosebită popularitate. Vasile Alecsandri îi scria, de la Paris, că le-a citit „cu multă plăcere”, îndemnându-l să continue „prețioasa culegere și publicare, menită a ocupa un loc însemnat în tezaurul literaturii populare, îndeplinind astfel una din cele mai folositoare misiuni ale unui om care își iubește neamul”.
A mai editat culegerile de folclor: „Inimioara - adecă Floarea poeziei naționale din cei mai buni scriitori români pentru uzul tinerimii române” (1885, ed. a 2-a în 1907), ˝Trandafiri și Viorele˝ (1886, ed. a 4-a în 1912), „Chiuituri de care strigă flăcăii la joc, Opșaguri, cât pilite, cât cioplite și la lume împărțite” (1887), „Starostele sau datinile de la nunțile românilor ardeleni” (1891), „Povești din popor” (1895, editat sub auspiciile ASTREI și premiat de Asociație), „Bocete” (1897), „Românul în sat și la oaste, apreciat din cântecele lui poporale” și „Pântea Viteazul: tradițiuni, legende și schițe istorice” (1898), „Zidirea lumii. Adam și Eva. Originea Sfintei Cruci și cele 12 Vineri: după tradiții poporale și manuscrise vechi” (1901, ed. a 9-a în 1915), „De la moară: povești și snoave” (1903) etc., volumele de proză „Nuvele și schițe” (2 vol. 1898-1899), „Pilde și sfaturi pentru popor” (1900), „Nuvele” (1901), cât și o „Carte de cetire pentru anii din urmă ai școalelor normale, școalele de repetițiune, cursurile de adulți și pentru poporul nostru” (1892), un curs practic despre pomicultură (1889, 1904).
A predat Academiei Române 21 de volume în manuscris, o comisie urmând să trieze materialul în vederea publicării, dar cea mai mare parte va ramâne inedită.
A fost redactor la publicațiile: „Cărțile săteanului român” (Blaj, 1886), „Dreptatea” (Timișoara, 1893-1894), „Deșteptarea” (Cernăuți, 1897) „Revista ilustrată” (Reteag, Șoimuș, 1898-1899), „Tribuna” și „Foaia poporului” (Sibiu, 1899-1901), „Gazeta de duminecă” (Șimleu, 1904-1905), tipărind și o parte din textele sale folclorice.
A desfășurat și o intensă activitate în domeniul teoretic al culegerii și cercetării folclorului în paginile revistei ieșene „Contemporanul”, în „Gazeta Transilvaniei” (Brașov), „Gutinul” (Rodna) ș.a.; a scris și articole legate de istoria învățământului. La Sâncel, împreună cu publicistul Petre Stoica, a editat revista „Convorbiri pedagogice” (1886-1887).
Secretar secund al „Asociației Transilvane pentru Literatura Română și Cultura Poporului Român” (ASTRA) la Sibiu (1893-1896).
A fost apreciat elogios de cei mai prestigioși cărturari ai timpului: Vasile Alecsandri, B.P. Hașdeu, Ion Bianu, Jan Urban Jarnik, Gustav Weigand, Nicolae Iorga.

## Opere

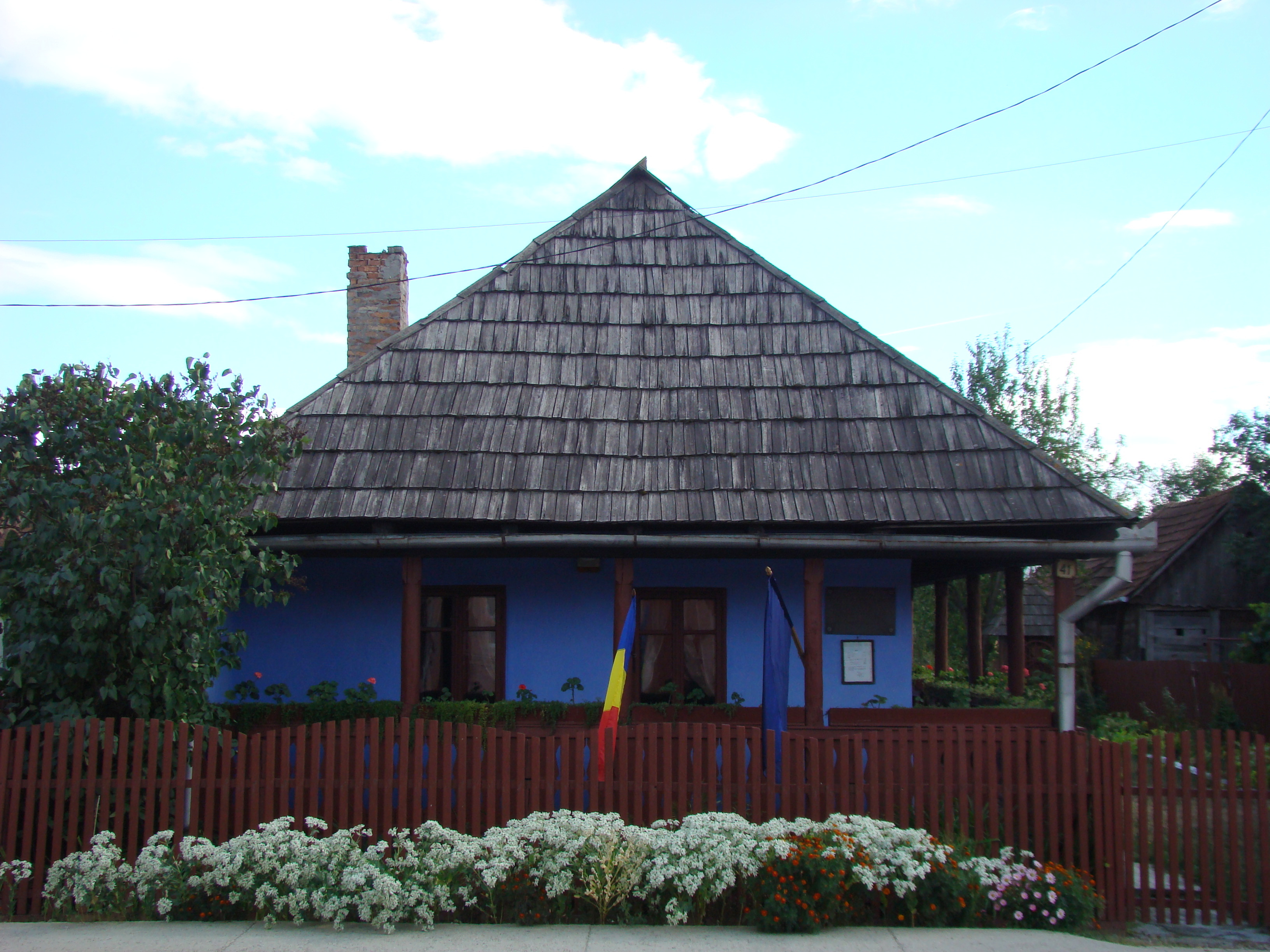
Casa memorială Ion Pop-Reteganul din Reteag, foto: septembrie 2012.

- Ion Pop-Reteganul - Trandafiri și viorele: poesii populare. – Gherla, 1884.
- Ion Pop-Reteganul - Inimioara – adecă Floarea poeziei naționale din cei mai buni scriitori români pentru uzul tinerimii române. – Sibiu: Ed. Krafft, 1885.
- Ion Pop-Reteganul - Povești ardelenești: în 5 părți.Gherla, 1891 – Brașov: Ed. Nicolae I. Ciurcu, 1888.
- Ion Pop-Reteganul -Starostele sau datini la nunțile românilor ardeleni, Gherla, 1891.
- Ion Pop-Reteganul - Crăiasa zânelor: povești ardelenești. – București: Minerva, 1970. – 310 p.
- Ion Pop-Reteganul - De n-ar fi poveștile. – Sibiu, 1971. – 180 p.
- Ion Pop-Reteganul - Povești populare. – Timișoara, 1989.
- Ion Pop-Reteganul - Zâna apelor: povești ardelenești. – București: Minerva, 1997. – 310 p. Biblioteca pentru toți, nr. 1466

### Basme
- „Trifon Hăbăucul”
- „Aflatul”
- „Dreptatea și Strâmbătatea”
- „Făt-Frumos zălogit”
- „Toarceți, fete, c-a murit Baba Cloanța”
- „Ganul Țiganului”
- „Crăiasa zânelor”
- „Vizor, craiul șerpilor”
- „Doftorul Toderaș”
- „Omul de omenie nu piere”
- „Crâncu, vânătorul codrului”
- „Fiuțul oii”
- „Aripă-Frumoasă”
- „Ioaneș Măsariul”
- „Stan Bolovan”
- „Norocul și mintea”
- „Măr și păr”
- „Azima mergătoare”
- „Povestea lui Pahon”
- „Zâna apelor”
- „Voinicul Parsion”
- „Urmă Galbină și Pipăruș Petru”
- „Pipăruș Petru și Florea Înflorit”
- „Lupul cu capul de fier”